# Lycaena ulysses
Lycaena ulysses är en fjärilsart som beskrevs av Otto Staudinger 1889. Lycaena ulysses ingår i släktet Lycaena och familjen juvelvingar. Inga underarter finns listade i Catalogue of Life.